# A Pécsi Tudományegyetem híres diákjainak és tanárainak listája
Az alábbi lista a Pécsi Tudományegyetem egykori és jelenlegi hallgatói és tanárai közül sorolja fel a nevezeteseket.
| Ábécé szerinti tartalomjegyzék                                                                           |
| --- |
| A, Á B C Cs D Dz Dzs E, É F G Gy H I, Í J K L Ly M N Ny O, Ó Ö, Ő P Q R S Sz T Ty U, Ú Ü, Ű V W X Y Z Zs |

### A, Á
- Ádám Antal jogász, alkotmánybíró
- Agárdi Péter irodalomtörténész
- Aknai Tamás művészettörténész
- Andrásfalvy Bertalan etnográfus, politikus, volt miniszter
- Antal György karnagy
- Apagyi Mária zenetanár, zongoraművész

### B
- Bachman Zoltán építész
- Bagi Zsolt filozófus, irodalmár
- Bagossy László színházrendező, író, egyetemi tanár
- Bársony János (építészmérnök) statikus mérnök
- Bánfalvi Béla Liszt Ferenc-díjas magyar hegedűművész
- Bauer Miklós orvos, volt rektor
- Bánfalvi Béla hegedűművész
- Bánky József zeneszerző, zenepedagógus
- Barakonyi Károly közgazdász, volt rektor
- Bárdi László orientalista, egyetemi docens
- Bécsy Tamás esztéta
- Beck Zoltán énekes-dalszerző, egyetemi adjunktus
- Beke Jenő közgazdász, egyetemi docens
- Bélyácz Iván közgazdász, a Magyar Tudományos Akadémia rendes tagja
- Benke József történész, az arabisztika kutatója
- Bellyei Árpád orvos, volt rektor
- Benedek Ferenc jogász
- Bencsik István szobrászművész
- Bereczkei Tamás pszichológus
- Bergics Lajos zenetanár
- Bergou János fizikus
- Bihari Ottó jogász, a Magyar Tudományos Akadémia rendes tagja
- Bódis József orvos, politikus, volt rektor
- Bókay Antal irodalomtörténész
- Borhidi Attila botanikus, ökológus, a Magyar Tudományos Akadémia rendes tagja
- Bretter Zoltán filozófus
- Bruhács János jogász
- Buday-Sántha Attila agrármérnök, közgazdász
- Buzsáki György orvos, a Magyar Tudományos Akadémia külső tagja

### Cs
- Csernus Valér orvos
- Csiky Ottó jogász

### D
- Dávid Ibolya politikus, volt miniszter
- Dóczi Tamás orvos, a Magyar Tudományos Akadémia rendes tagja
- Dövényi Zoltán geográfus

### E, É
- Ember István orvos
- Enyedi György geográfus, a Magyar Tudományos Akadémia rendes tagja

### F
- Fejtő Ferenc író, publicista
- Flerkó Béla orvos, a Magyar Tudományos Akadémia rendes tagja, volt rektor
- Font Márta történész
- Földvári József jogász, volt rektor
- Földes Iván (1914–1983) jogász
- Fülei-Szántó Endre nyelvész

### G
- Gaszner Péter orvos, pszichiáter
- Gazdag László közgazdász
- Grastyán Endre orvos, a Magyar Tudományos Akadémia levelező tagja

### Gy
- Gyöngyössy Zoltán fuvola művész, zeneszerző
- Gyurcsány Ferenc közgazdász, volt miniszterelnök (2004-2009)

### H
- Hajdu Ottó statisztikus, MTA doktora, egyetemi tanár
- Hámori József agykutató, rektor, a Magyar Tudományos Akadémia rendes tagja, volt miniszter
- Hebling János fizikus
- Hetesi István irodalomtörténész
- Hoppál Péter karnagy, egyetemi adjunktus, politikus, volt államtitkár
- Hoóz István demográfus, dékán, rektorhelyettes
- Horányi Özséb kommunikációs szakember
- Horvát Adolf Olivér római katolikus pap, ciszterci szerzetes, botanikus
- Horváth Gyula közgazdász
- N. Horváth Béla irodalomtörténész
- Hraskó Péter fizikus

### J
- Janszky József fizikus, a Magyar Tudományos Akadémia rendes tagja
- Jobst Kázmér orvos, a Magyar Tudományos Akadémia rendes tagja

### K
- Kajtár István jogász
- Kálmán C. György irodalomtörténész
- Kardos Tibor irodalomtörténész, filológus, a Magyar Tudományos Akadémia rendes tagja
- Karsai György irodalomtörténész
- Kátai Imre matematikus
- Katus László történész
- Kecskés László jogász, a Magyar Tudományos Akadémia rendes tagja
- Kelemen László pszichológus
- Kellermayer Miklós orvos
- Kellner Béla orvos, onkológus, a Magyar Tudományos Akadémia tagja
- Kengyel Miklós jogász, rektor
- Kerese István kutató gyógyszerész, biokémikus
- Kertész Attila karnagy
- Keserü Ilona festőművész
- Kézdi Balázs pszichológus
- Kilár Ferenc kémikus, Akadémiai Díjas
- Kincses Veronika opera-énekesnő
- Kiss György jogász, Magyar Tudományos Akadémia tagja
- Kiss László jogász, alkotmánybíró
- Klein Sándor pszichológus
- Klemm Antal nyelvész, finnugrista, a Magyar Tudományos Akadémia tagja
- Koltai Dénes andragógus, pedagógus, dékán
- Komjáti Zoltán közgazdász
- Kollár László vegyészmérnök, a Magyar Tudományos Akadémia tagja
- Korinek László, jogász, a Magyar Tudományos Akadémia rendes tagja
- Kosztolányi György orvos, a Magyar Tudományos Akadémia rendes tagja
- Kovács Antal olimpikon
- Kovács L. Gábor orvos, a Magyar Tudományos Akadémia rendes tagja
- Kovacsics József jogász, statisztikus
- Környey István orvos, ideggyógyász, a Magyar Tudományos Akadémia rendes tagja
- Kulcsár Kálmán jogász, a Magyar Tudományos Akadémia rendes tagja

### L
- Lakatos Márk stylist, show-rendező, divat-újságíró és jelmeztervező
- Lábady Tamás jogász, bíró
- Lakner Tamás Liszt Ferenc-díjas magyar karnagy
- Lantos Ferenc Kossuth- és Munkácsy Mihály-díjas magyar festő
- László János pszichológus
- Lénárd László orvos, a Magyar Tudományos Akadémia rendes tagja
- Lissák Kálmán orvos, a Magyar Tudományos Akadémia rendes tagja
- Lombosi Jenő újságíró, a Dunántúli Napló főszerkesztője
- Lovasi András énekes

### M
- Mádl Ferenc, a Magyar Tudományos Akadémia rendes tagja, egykori köztársasági elnök
- Mánfai György diaporáma- és fotóművész
- Matheovits Ferenc, (1914–1995) a Demokrata Néppárt országgyűlési képviselője
- Marsalkó Dávid rapper, zenész
- Méhes Károly orvos, a Magyar Tudományos Akadémia rendes tagja
- Mellár Tamás, volt KSH elnök

### O
- Ormos Mária történész, a Magyar Tudományos Akadémia rendes tagja

### P
- Pálné Kovács Ilona politológus, a Magyar Tudományos Akadémia rendes tagja
- Pap Norbert geográfus, régész
- Papp Lajos (orvos) orvos
- Petrétei József volt igazságügy-miniszter
- Petri Gábor orvos, sebész, a Magyar Tudományos Akadémia rendes tagja
- Pinczehelyi Sándor képzőművész
- Polányi Imre történész
- Pozsgai Zsolt drámaíró
- Pytel József orvos
- P. Szűcs Julianna művészettörténész

### R
- Rédey Katalin (1947-2025) statisztikus
- Rekettye Gábor közgazdász
- Rétfalvi Sándor szobrászművész
- Rohonyi Zoltán irodalomtörténész
- Rozs Tamás zenész, tanár

### S
- Schipp Ferenc matematikus
- Schóber Tamás zeneszerző, karnagy
- Síklaki István szociálpszichológus
- Simonyi Károly mérnök, tudós
- Sipos Béla közgazdász
- Sólyom László, alkotmányjogász, volt köztársasági elnök

### Sz
- Szentágothai János Kossuth-díjas anatómus, a Magyar Tudományos Akadémia volt elnöke
- Szili Katalin humánökológus, politikus, a Magyar Országgyűlés volt elnöke
- Szolcsányi János orvos, a Magyar Tudományos Akadémia rendes tagja

### T
- Takáts József eszmetörténész, irodalmár, kritikus
- Tamás Lajos jogász
- Telegdy Gyula orvos, a Magyar Tudományos Akadémia rendes tagja
- Tillai Aurél karmester, zeneszerző
- Tillai Ernő építész
- Thomka Beáta irodalomtörténész, fordító
- Toller László jogász, politikus, polgármester
- Tolvaly Ernő festő
- Tóth József geográfus, rektor
- Tóth Mihály jogász
- Tóth Tibor történész

### U
- Ujvári Jenő alpolgármester

### V
- Varga Attila közgazdász, a Magyar Tudományos Akadémia tagja
- Vastagh Zoltán főigazgató, dékán
- Veress József (közgazdász) MTA doktora, egyetemi tanár, a BCE rektorhelyettese
- Vértes Marietta orvos
- Vidovszky László zenepedagógus, zeneszerző
- Visegrády Antal jogász
- Visy Zsolt régész
- Vörös József közgazdász, a Magyar Tudományos Akadémia rendes tagja

### W
- Weiss János filozófus

### Zs
- Zsigmond László történész, Kossuth-díjas történész, a Magyar Tudományos Akadémia tagja